# Hans Joachim Hinrichsen
Hans Joachim Hinrichsen (22. August 1909 in Leipzig – 27. September 1940 in Saint-Cyprien (Pyrénées-Orientales)) war ein deutscher Jurist und Musikverleger.

## Leben

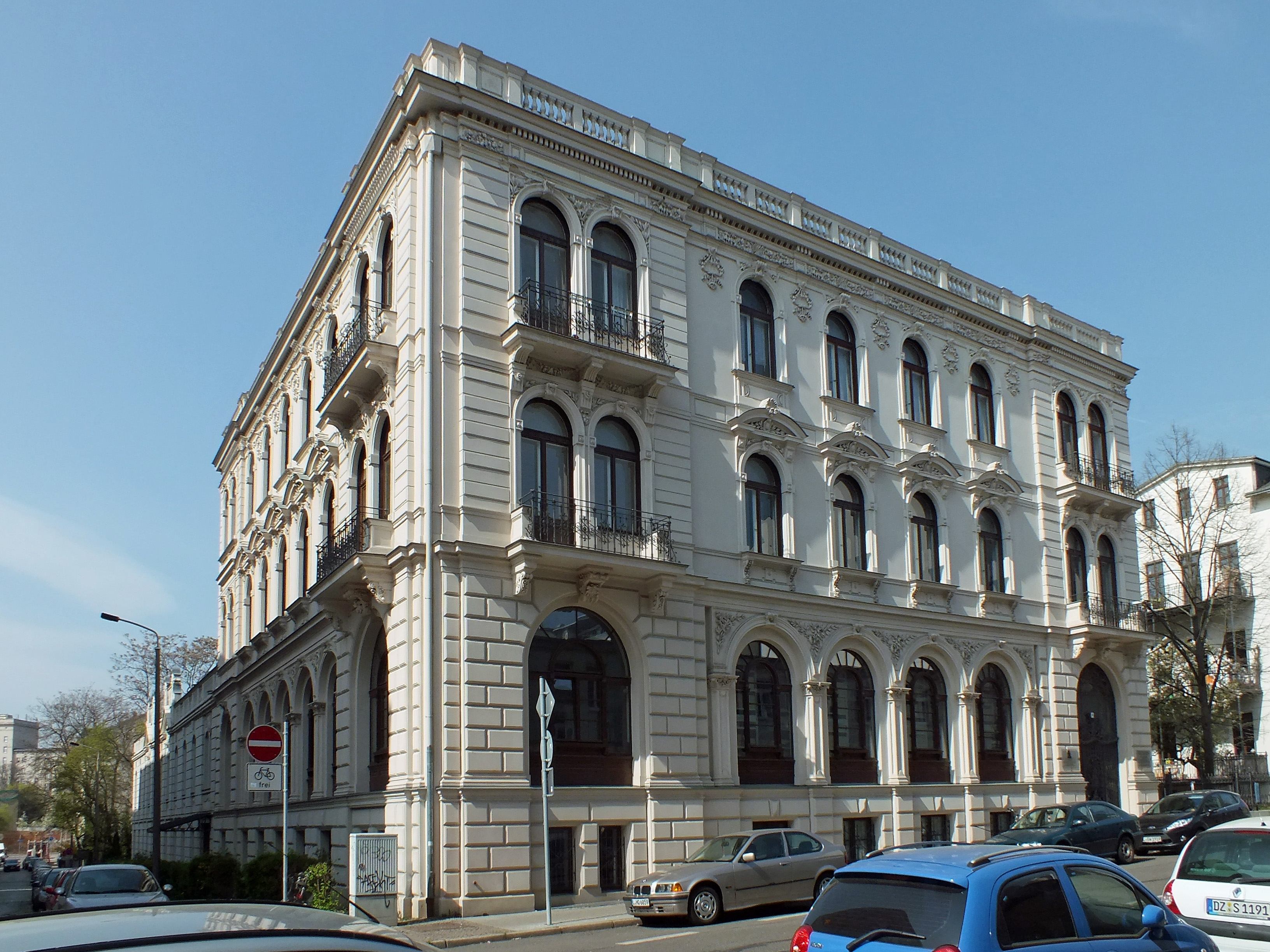
Talstr. 10 in Leipzig, Elternhaus von Hans Joachim Hinrichsen und Sitz von Edition Peters

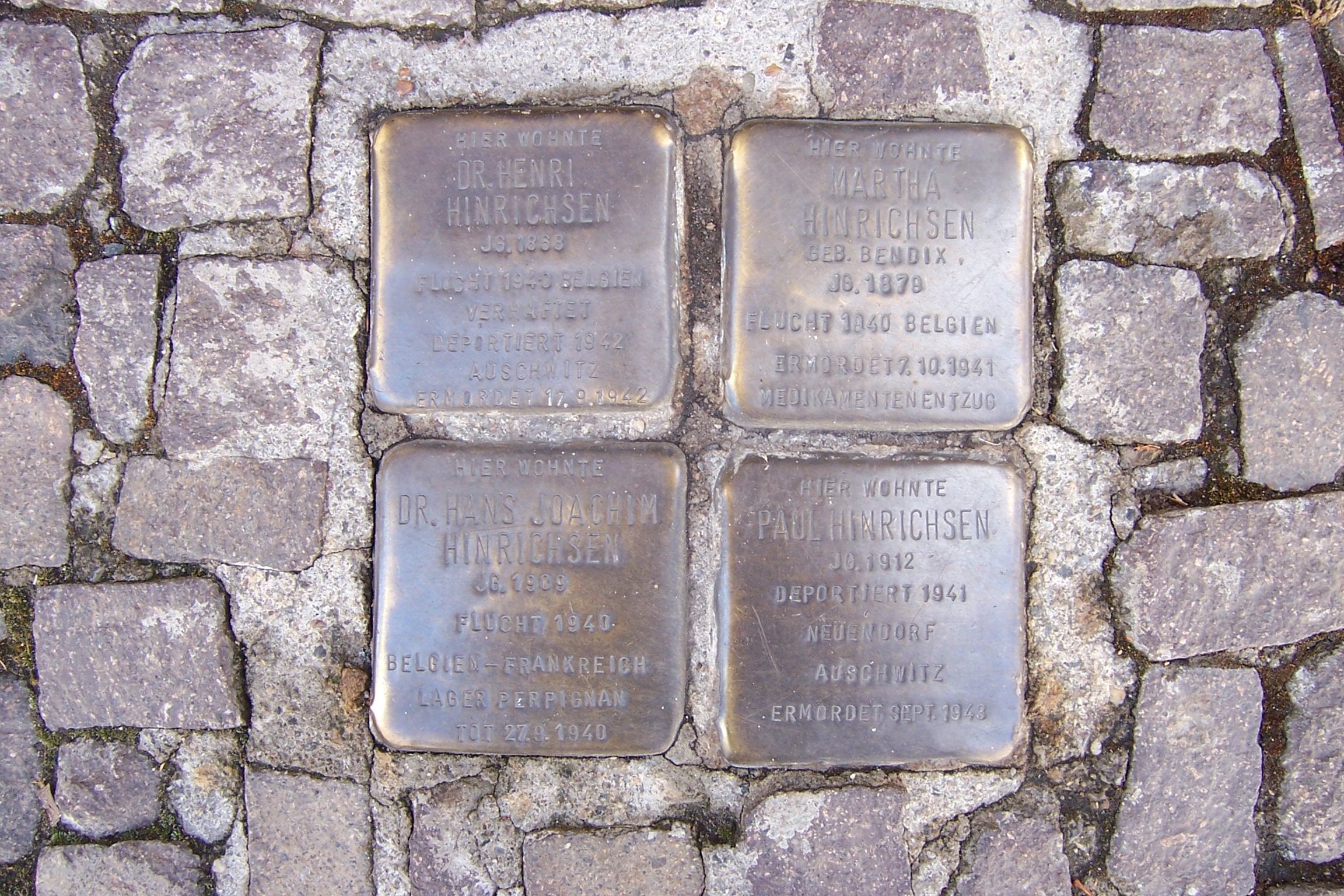
Stolpersteine für Hans Joachim Hinrichsen und seine Familie vor dem Haus Talstr. 10

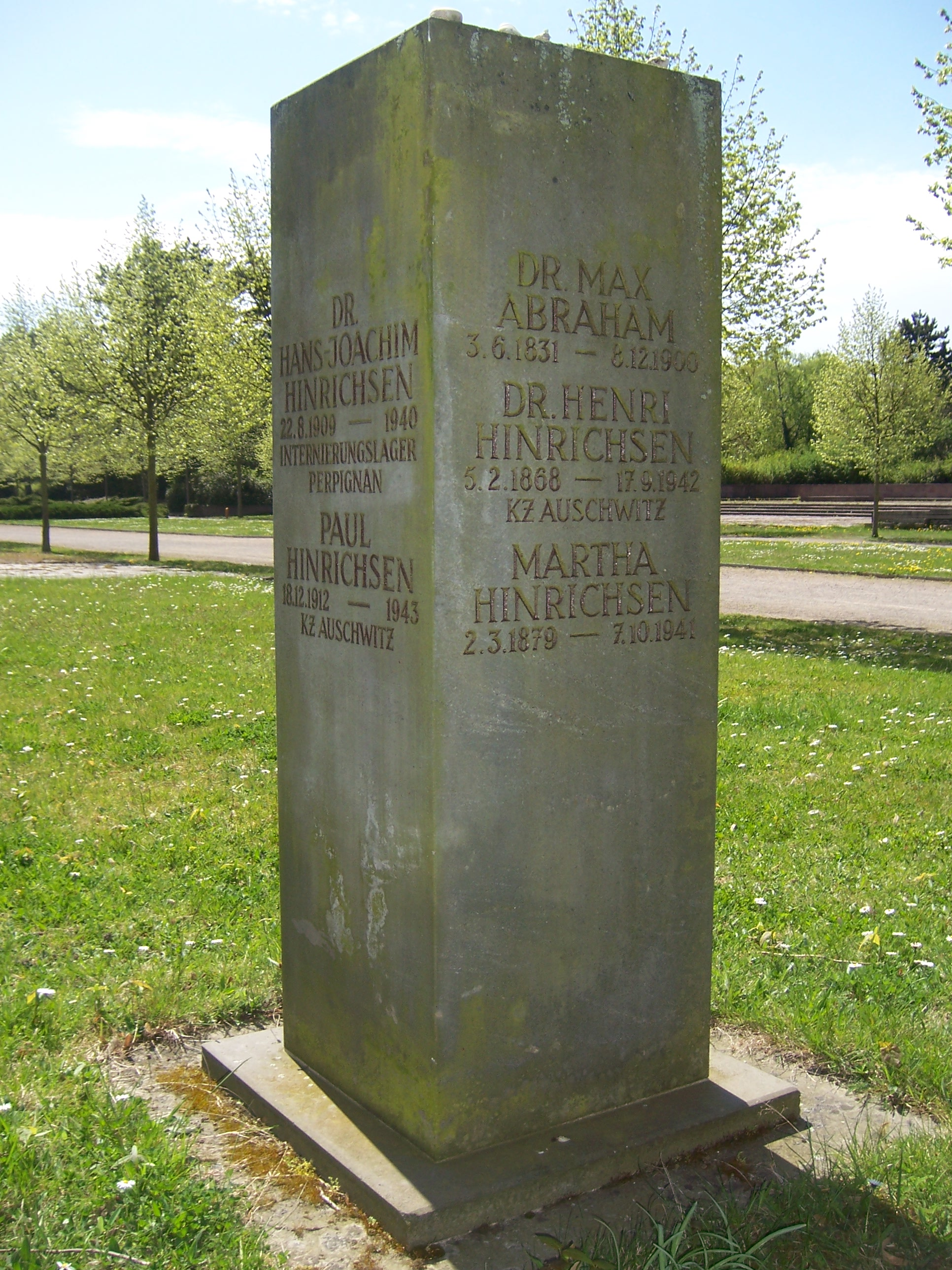
Grab- und Gedenkstein der Familie auf dem Südfriedhof (Leipzig)

Hans Joachim Hinrichsen war das fünfte Kind und der dritte Sohn des Musikverlegers Henri Hinrichsen und seiner Frau Martha geb. Bendix (1879–1941). Er hatte zwei Schwestern und vier Brüder, darunter Max Hinrichsen und Walter Hinrichsen. Seine väterlichen Vorfahren stammten von Ruben Henriques ab, einem Sepharden, der 1646 nach Glückstadt gekommen war und dessen Nachkommen über mehrere Generationen Hofagenten in Mecklenburg-Schwerin wurden.
Er besuchte die Nikolaischule in Leipzig bis zum Abitur 1928 und studierte Rechtswissenschaften an den Universitäten Leipzig, Freiburg i. Br. und München. In Leipzig wurde er im November 1934 mit einer Dissertation über das musikalische Urheberrecht zum Dr. jur. promoviert.
Als Vorbereitung für den Einstieg in die Leitung des Familienunternehmens C. F. Peters machte er verschiedene Praktika bei Musikverlagen und Großsortimentern wie Hofmeister-Figaro und L. Doblinger in Wien und Foetisch Frères in Lausanne. Es folgten Reisen durch Europa und ein längerer Aufenthalt in London. 
Im Oktober 1935 trat er als Prokurist in das Unternehmen ein. Unter dem Druck der zunehmenden Ausgrenzung und Judenverfolgung emigrierten sein Bruder Walter Ende 1936 in die USA und sein Bruder Max 1937 nach Großbritannien. Daraufhin wurde Hans-Joachim Hinrichsen im Alter von 28 Jahren neben seinem Vater Teilhaber, dann auch Geschäfts- und Betriebsführer. 
Im Zusammenhang der Novemberpogrome 1938 wurde das Verlagshaus überfallen; Hans-Joachim Hinrichsen wurde wenig später aus der Reichsmusikkammer ausgeschlossen, was ein Berufsverbot bedeutete. 1938 und 1939 kam es zweimal zu kurzzeitigen Inhaftierungen, auch im KZ Sachsenhausen. Der Verlag wurde im Sommer 1939 zwangsweise arisiert.
Hans-Joachim Hinrichsen konnte erst im März 1940 Deutschland verlassen und traf mit seinen Eltern in Brüssel zusammen. Nach dem Beginn des Westfeldzugs und dem Einmarsch der Deutschen in Belgien wurde er im Sommer 1940 in das Internierungslager St. Cyprien in Perpignan deportiert, wo er nach kurzer Zeit an Typhus starb. Seine Eltern, sein Bruder Paul und sein Schwager Ludwig Frankenthal wurden ebenfalls Opfer der Shoah.

## Erinnerung
An das Schicksal von Hans-Joachim Hinrichsen und seiner Familie erinnern vier Stolpersteine vor dem Haus Talstr. 10 in Leipzig.

## Werke
- Die Übertragung des musikalischen Urheberrechts an Musikverleger und Musikverwertungsgesellschaften. Leipzig: Peters 1934, zugl.: Leipzig, Jur. Diss.